# Phaulacantha acyclica
Phaulacantha acyclica är en fjärilsart som beskrevs av Diakonoff 1973. Phaulacantha acyclica ingår i släktet Phaulacantha och familjen vecklare. Inga underarter finns listade i Catalogue of Life.